# ASIX
Asix（TWSE: 3169）は台湾の半導体製造会社。1995年設立。台湾新竹市の新竹科学工業園区に本社を置く。